# Freidank
Freidank (auch: Vrîdanc, Vrîgedanc; † vermutlich 1233 in Kaisheim) war ein fahrender Kleriker ohne höhere Weihen (Vagant), der vermutlich aus Schwaben oder dem Elsass stammte. Er dürfte am Ende des 12. Jahrhunderts geboren sein. 1228 bis 1229 nahm er möglicherweise am Kreuzzug Friedrichs II. teil. Als Todesjahr wird nach den Angaben der Kaisheimer Annalen 1233 angenommen. Hartmann Schedel sah 1465 in Treviso nach eigener Angabe ein Grabmal mit Grabschrift eines Freydanck.

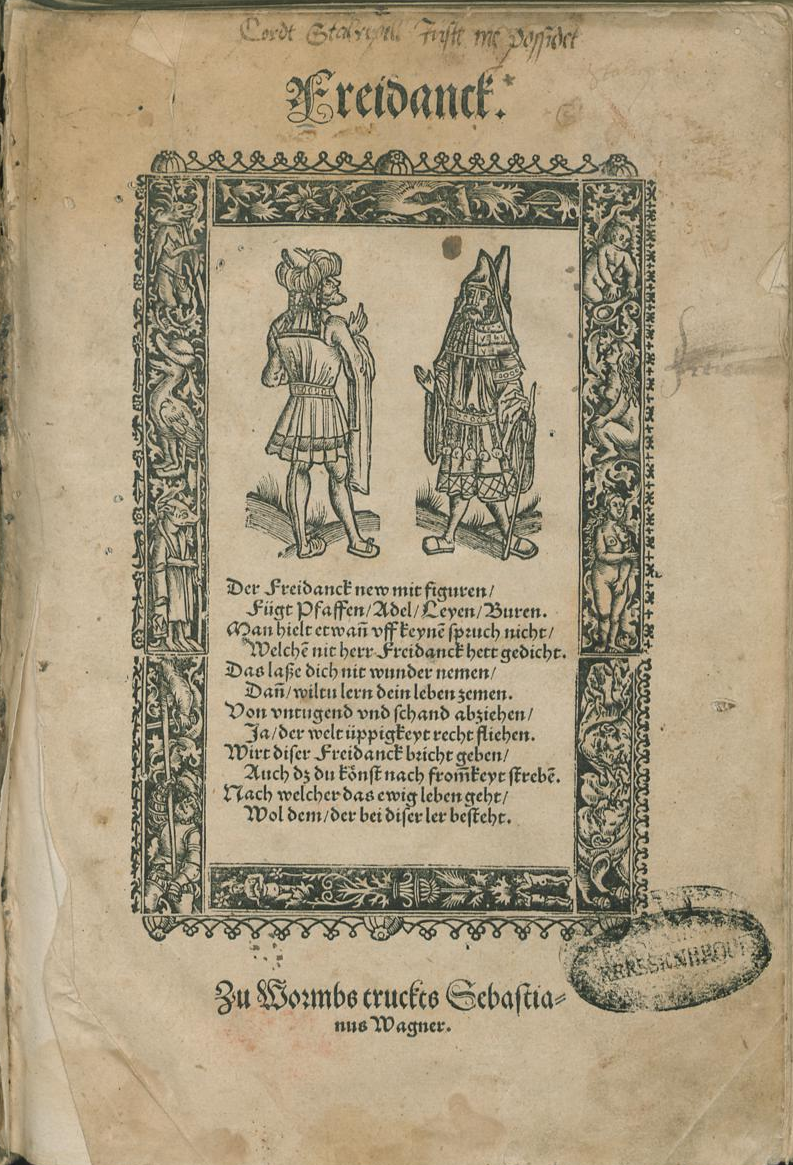
Illustrierte Ausgabe seiner Arbeit von 1539

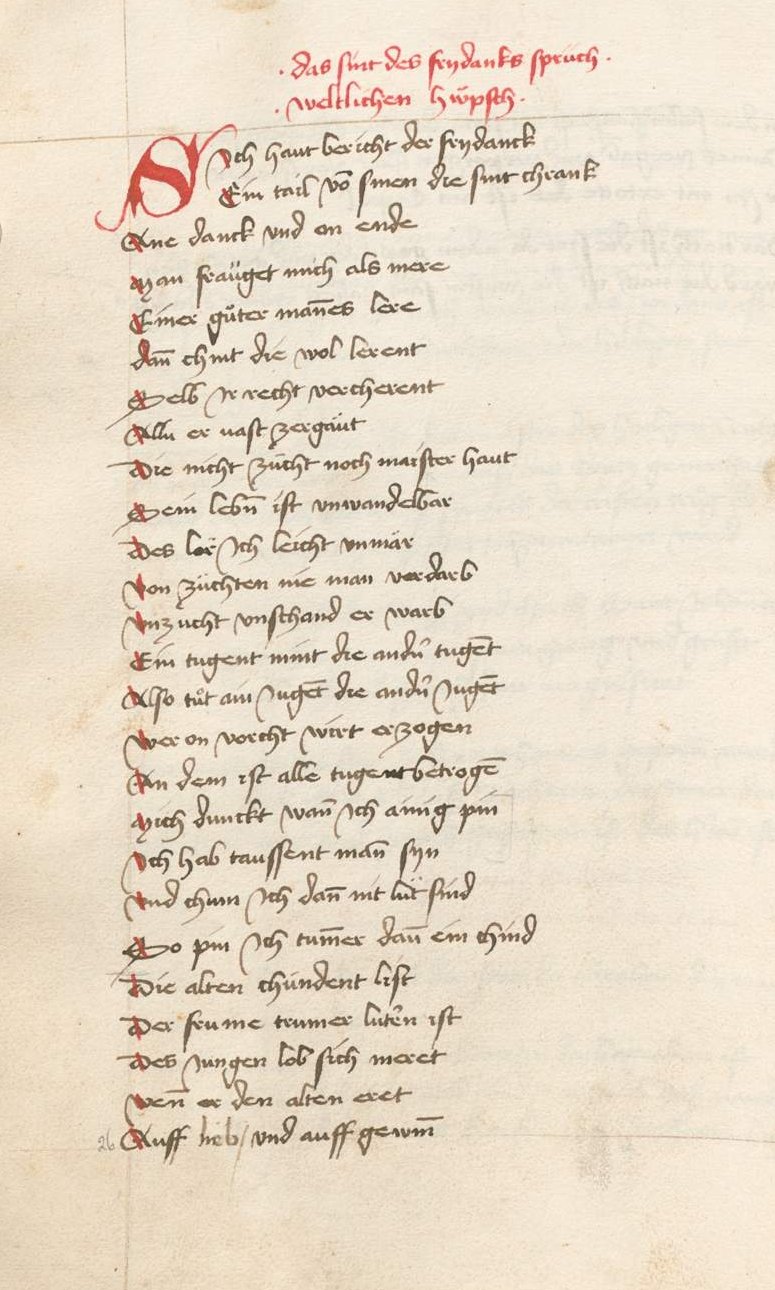
Manuskript von 1464

## Leben
Die Rekonstruktion der Vita des Freidank beruht auf Hypothesen; gesichert ist lediglich, dass der Verfasser der Bescheidenheit sich selbst Freidank nannte. Nach den literarischen Zitaten und im Rahmen der reichen handschriftlichen Überlieferung dürfte er Ende des 12. Jahrhunderts im alemannisch-süddeutschen Sprachraum geboren sein. Die aus dem Text erkennbare hohe Bildungsstufe lässt darauf schließen, dass Freidank ein in Schrift und Sprache geschulter Kleriker war. Ob er darüber hinaus ohne festes Priesteramt war und sich durch Dichtung auf seinen Reisen ein Zubrot verdienen musste, ist völlig offen. Solche Bilder müssen wegen der darin enthaltenen romantischen Elemente mit Vorsicht behandelt werden.
Eine Teilnahme am fünften Kreuzzug unter Friedrich II. scheint – ohne dass es auch hier wirklich Belege gäbe – wahrscheinlich. In diesen Zusammenhang gehören die sogenannten Akkon-Sprüche, die einen der wenigen zusammenhängenden Abschnitte der Bescheidenheit darstellen. Freidank könnte demnach als Pilger zusammen mit dem Kreuzfahrerheer Akkon, Jaffa und Jerusalem bereist haben. Friedrich II. schloss auf seinem Kreuzzug mit al-Kamil am 18. Februar 1229 den Frieden von Jaffa, bevor er in Jerusalem einzog, wo er sich selbst am 18. März 1229 zum König von Jerusalem krönte. Seine Haltung zu den Kreuzzügen ist distanziert. Von Zeitgenossen wird er mehrfach erwähnt, u. a. zweimal bei Rudolf von Ems (z. B. Alexander, ed. Jung, V. 3235). In den Kaisheimer Annalen wird zum Jahr 1233 der Tod eines „Fridancus magister“ im Zisterzienserkloster erwähnt, der unter Umständen mit dem Dichter identisch ist.

## Wirken
Von ihm ist das Werk Bescheidenheit überliefert, das zwischen 1215 und 1230 entstand. Es ist eine Sammlung von gereimten Sinnsprüchen, die sich in 53 thematischen Abschnitten und in etwa 4700 Versen mit den Normen seiner Zeit – insbesondere dem höfischen Leben – kritisch auseinandersetzt. Das Werk setzt Kenntnis der Bibel, aber auch der Patristik und der Frühscholastik voraus. Eine politische oder soziale Verankerung der Dichtung ist bislang nicht gelungen, da Bezugnahme auf Mäzene oder die sonst in der Sangspruchdichtung übliche Bitte um materielle Zuwendungen fehlen. Dennoch blieb es bis ins 16. Jahrhundert hinein sehr populär. Es ist in zahlreichen Handschriften und auch in lateinischer Übersetzung (Fridangi Discretio) überliefert; neben vollständigen Handschriften finden sich häufig Zitate von einzelnen Sprüchen. In der späten Rezeption ist vor allem die Überarbeitung durch Sebastian Brant von 1508 zu erwähnen:
Freidanck: Von dem rechten weg des Lebens, vnd aller Tugendten, ämptern vn[d] Eigenschafften, wie sie dem Menschen begegnen mögen, gantz fleissig vnd kurtz in Reimen verfaßt; Auch mit schönen vnd Kunstreichen Figuren, vber alle Capitel ... dergleichen vormals im Druck nie außgangen. ([Frankfurt am Main]: Feyrabend vnd Hüter, 1567).

## Kritische Ausgaben
- Vridankes Bescheidenheit, hrsg. von Wilhelm Grimm. Dieterich’sche Buchhandlung, Göttingen 1834, 2. Auflage ebd. 1860 (Digitalisat in der Google-Buchsuche) (Grimm nahm an, Freidank sei mit Walther von der Vogelweide identisch)
- Fridankes Bescheidenheit, hrsg. Heinrich Ernst Bezzenberger. Verlag der Buchhandlung des Waisenhauses, Halle 1872 (Digitalisat).
- Freidank. Mit kritisch-exegetischen Anmerkungen, hrsg. von Franz Sandvoss. Verlag von Gebrüder Borntraeger, Berlin 1877.